# Lilla Nassa

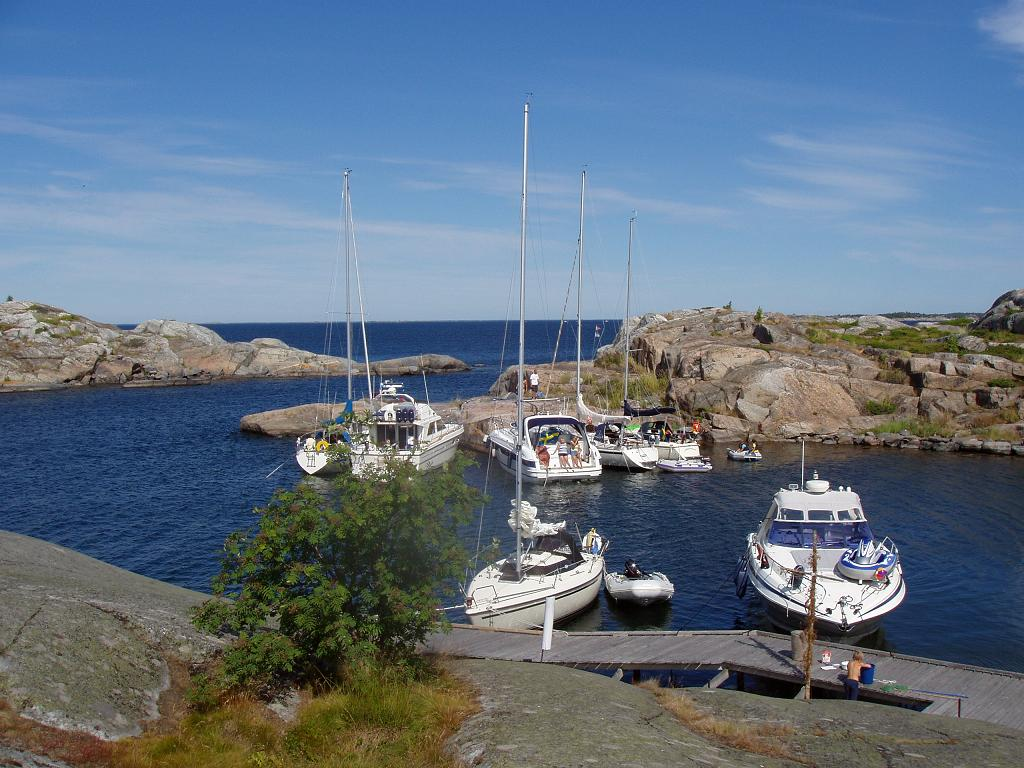
Naturhamnen vid Sprickopp. Fotot taget i juli 2006.

Lilla Nassa är en ögrupp i Värmdö kommun två nautiska mil (cirka 3,7 km) nordost om Björkskär.

## Historia
Lilla Nassa var under medeltiden ett kronohamnsfiske. På den tiden var Storskäret (eller Nasen) huvudön, men landhöjningen har gjort att grannön Sprickopp nu är den till ytan största ön med den mest skyddade hamnviken.
På 1740-talet köptes ögruppen av krögaren Jan Betulin som testamenterade den till Lidingö socken och Lidingö kommun äger fortfarande ögruppen.

## Natur
Området har ungefär samma storlek i utsträckning som Stora Nassa men består av ett mindre antal öar av mindre storlek. Här finns det endast lite låg buskvegetation. Tilläggsförhållandena för båtar är svåra. De bästa tilläggsplatserna återfinns i fladen Sprickopp–Västerskär–Storskär där det finns en hamn med betongbrygga. En mindre vik på Sprickopps norra sida erbjuder också ett fåtal skyddade platser.
Närmaste ögrupp med mer skyddade tilläggsförhållanden och övernattningsmöjlighet på land finns inom Björkskärs skärgård som ligger cirka 2–2,5 distansminuter sydväst om Prästkobben (väster om ön Sprickopp). De största öarna inom Lilla Nassa har en maximal utsträckning i nord-sydlig riktning på cirka 300–350 meter och en maximal bredd på cirka 150–200 meter.

### Öar inom Lilla Nassa
| Västra sidan från syd till nord: - Rödskäret - Rönnkobben - Prästkobben - Västerkobben - Sprickopp - Smörasken - Skärkarlskobben - Utterkobben - Trindbulen - Gropskobben - Bullen - Fiskekobb, som anger gränsen i norr | Ostsidan från nord till syd: - Lokobbarna - Gästharan - Sumpen - Gulkobbarna - Pinnkobben - Korskobben - Herrmans kobb - Gråskan - Brunnsbåden - Vitkobb, som anger gränsen i söder. |